# Pablo Porta
Pablo Porta Bussoms (Barcelona, 17 de noviembre de 1923 - ibídem, 27 de enero de 2009) fue un dirigente deportivo español, presidente de la Federación Española de Fútbol entre 1975 y 1984.

## Biografía
Activo falangista, obtuvo la licenciatura en Derecho en la Universidad de Barcelona en los años de la posguerra. Posteriormente se doctoró en Madrid. Durante sus años universitarios fue durante cinco años jefe del SEU de Cataluña y Baleares y participó en la represión contra el incipiente movimiento opositor estudiantil. Más tarde sería profesor de Derecho Internacional en dicha universidad.
En su juventud fue jugador de fútbol y rugby, además de practicar el boxeo, deporte en el que fue campeón universitario de España en los pesos semipesados. Fue asimismo presidente de la Federación Catalana de Boxeo.
Presidente de la Federación Catalana de Fútbol de 1964 a 1975, fue vicepresidente de la Federación Española desde 1967 a 1975, año en el que pasó a presidir la misma. Designado inicialmente por el ministro secretario general del Movimiento Fernando Herrero Tejedor, en diciembre de 1976 se impuso como único candidato en las primeras elecciones democráticas de la RFEF. En noviembre de 1981, sin que una vez más se presentasen más candidatos, empezó su tercer mandato, durante el cual España organizó la Copa Mundial de Fútbol de 1982. En 1984 no pudo presentarse a la reelección debido al Real Decreto 643/1984, también conocido como 'Decreto Anti-Porta', que establecía que no podría ser reelegido como presidente de una federación "quien hubiera ostentado ininterrumpidamente tal condición durante los tres períodos inmediatamente anteriores, cualquiera que hubiere sido la duración efectiva de éstos" (artículo 7.3 de dicho real decreto). A comienzos de 1996, dicha cláusula desapareció del ordenamiento deportivo. Le sustituyó en el cargo José Luis Roca.
Miembro del Comité Ejecutivo de la FIFA durante 12 años, en 1990 no se presentó a la reelección debido a que la RFEF no apoyó su candidatura. En junio de ese mismo año fue nombrado miembro honorario vitalicio de la FIFA, y en septiembre, presidente de la Comisión de Disciplina. Durante su mandato, se utilizaron por primera vez las grabaciones de los partidos para imponer sanciones.
Falleció en Barcelona a los 85 años de edad a causa de un cáncer. A su muerte, José Ramón de la Morena alabó su figura, que fue objeto de una campaña de acoso por parte de José María García, quien le dedicó todo tipo de improperios, hasta su salida de la presidencia de la federación en 1984.

## Distinciones
- Gran Cruz de la Orden de Cisneros (1971).[7]
- Medalla de Plata de la Juventud.
- Medalla al Mérito Deportivo de la Diputación Provincial de Barcelona y de los ayuntamientos de Barcelona y Mataró.
- Medalla de Oro de la Real Federación Española de Fútbol.
- Medalla de Oro del RCD Español.
- Insignia de Oro y Brillantes del Sporting de Gijón.
- Socio de honor de unos cien clubs españoles.